# Microfilistata tyshchenkoi
Microfilistata tyshchenkoi is een spinnensoort in de taxonomische indeling van de spleetwevers (Filistatidae).
Het dier behoort tot het geslacht Microfilistata. De wetenschappelijke naam van de soort werd voor het eerst geldig gepubliceerd in 1990 door Zonstein.